# 涿州药王庙
涿州药王庙，位于中国河北省保定市涿州市桃园区南关大街。

## 简介
2001年2月7日，涿州药王庙被公布为河北省文物保护单位，类型为古建筑，历史年代为明代。
2012年11月22日，涿州市依托涿州文化遗产陈列馆、涿州清行宫、涿州药王庙建成的“一馆两区”旅游文化景区对社会开放。药王庙大殿在近些年重新塑像的基础之上，又修缮了殿宇、油饰了廊柱和门窗、补配了匾额和楹联。药王庙内举办《悬壶济世 福佑中华——中医药文化展》，展示了中医药历史文化。